# Левин, Михаил Васильевич
Михаил Васильевич Левин (1919 — 2015) — полковник Советской Армии, участник Великой Отечественной войны, Герой Советского Союза (1945).

## Биография
Михаил Левин родился 9 января 1919 года в деревне Елино (ныне — Коломенский район Московской области). После окончания девяти классов школы работал на Коломенском машиностроительном заводе, занимался в аэроклубе. В 1940 году Левин был призван на службу в Рабоче-крестьянскую Красную Армию. В мае 1941 года он окончил Чкаловскую военную авиационную школу пилотов. С начала Великой Отечественной войны — на её фронтах.
К январю 1945 года гвардии старший лейтенант Михаил Левин был заместителем командира эскадрильи 1-го гвардейского бомбардировочного авиаполка 53-й бомбардировочной авиадивизии 4-го гвардейского бомбардировочного авиакорпуса 18-й воздушной армии. К тому времени он совершил 255 боевых вылетов на бомбардировку скоплений боевой техники и живой силы противника, его важных объектов, нанеся ему большой урон, а также на заброску диверсионных групп во вражеский тыл.
Указом Президиума Верховного Совета СССР от 29 июня 1945 года за «образцовое выполнение боевых заданий командования по уничтожению живой силы и техники противника и проявленные при этом мужество и героизм» гвардии старший лейтенант Михаил Левин был удостоен высокого звания Героя Советского Союза с вручением ордена Ленина и медали «Золотая Звезда» за номером 7476.
После окончания войны Левин продолжил службу в Советской Армии. В 1960 году в звании полковника он был уволен в запас. Проживал сначала в Москве, затем в Киеве. Указом Президента Украины от 5 мая 2008 году ему было присвоено воинское звание генерал-майора Вооружённых Сил Украины.
Умер 6 августа 2015 года.
Был также награждён двумя орденами Красного Знамени, орденом Отечественной войны 1-й степени, двумя орденами Красной Звезды, рядом медалей.

## Память

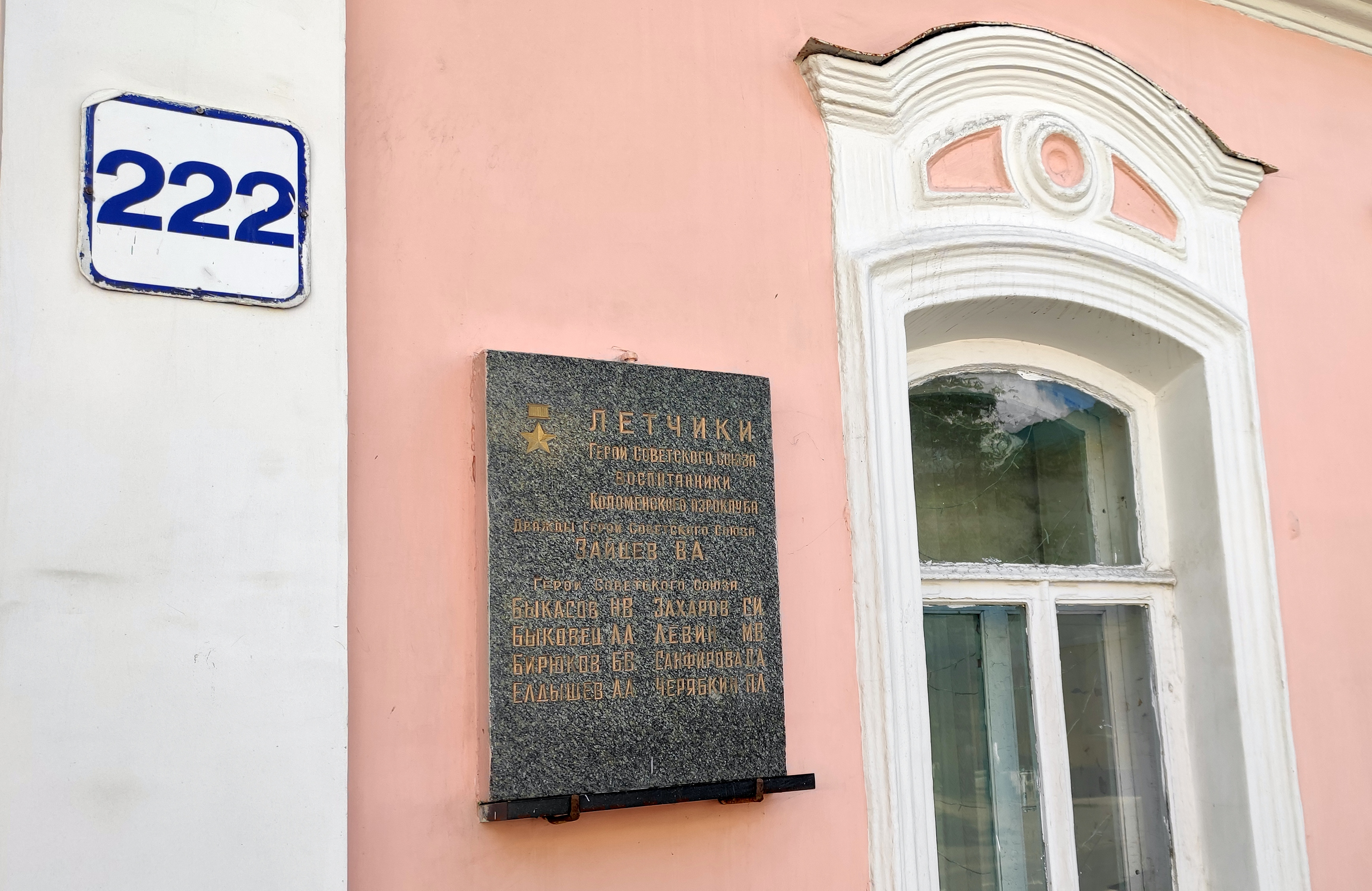
Памятная доска на стене д. 222 по ул. Октябрьской революции в Коломне памяти М. В. Левина и других Героев Советского Союза, связанных с Коломенским аэроклубом

- Имя М. В. Левина высечено на мемориальной доске на здании Коломенского аэроклуба.